# Wausau (condado de Marathon, Wisconsin)
Wausau es un pueblo ubicado en el condado de Marathon en el estado estadounidense de Wisconsin. En el Censo de 2010 tenía una población de 2229 habitantes y una densidad poblacional de 26,69 personas por km².

## Geografía
Wausau se encuentra ubicado en las coordenadas 44°59′25″N 89°32′51″O / 44.99028, -89.54750. Según la Oficina del Censo de los Estados Unidos, Wausau tiene una superficie total de 83.51 km², de la cual 83.51 km² corresponden a tierra firme y (0%) 0 km² es agua.

## Demografía
Según el censo de 2010, había 2229 personas residiendo en Wausau. La densidad de población era de 26,69 hab./km². De los 2229 habitantes, Wausau estaba compuesto por el 93.85% blancos, el 0.27% eran afroamericanos, el 0.45% eran amerindios, el 3.68% eran asiáticos, el 0% eran isleños del Pacífico, el 0.13% eran de otras razas y el 1.62% pertenecían a dos o más razas. Del total de la población el 0.94% eran hispanos o latinos de cualquier raza.